# Miconia ramboi
Miconia ramboi là một loài thực vật có hoa trong họ Mua. Loài này được Brade mô tả khoa học đầu tiên năm 1957.